# ブジャク
ブジャク（ウクライナ語: Буджак ブジャーク；ルーマニア語: Bugeac ブジャク）は、ウクライナの歴史的地名であり、ベッサラビア地方の南部、黒海沿岸のドナウ川とドニエストル川に挟まれた地域である。しばしば南ベッサラビアとも呼ばれた地域で、今日ではウクライナのオデッサ州に属している。

## 概要
ブジャクとはオスマン帝国領であったときに命名された地名で、「端」を意味するトルコ語のBucakに由来する。
古代においては、トラキア人、スキタイ人、ケルト人が居住し、黒海沿岸部には、ギリシア人が居住したこともあった。また、タタール人がドブロジャやトルコに移住する前に通過した地域でもある。その後、ルーシやルーマニアの勢力圏に入った時期などがあった。1826年には、この地域においてロシア帝国とオスマン帝国の間でアッケルマン条約が締結されている。
第一次世界大戦後、この地域はベッサラビアとともにルーマニアに編入された。第二次世界大戦中の1940年6月26日に、ソ連はルーマニアにベッサラビアの割譲を要求した。この時点では、ナチス・ドイツとソ連は戦闘を行っていなかった為、ヒトラーの示唆もあり、ルーマニアは要求を受け入れ、そこからベッサラビアは割譲され、ブジャクはウクライナ・ソビエト社会主義共和国に併合された。
1940年8月7日、同地はアッカーマン州（オーブラスチ）と命名され、13の地区（ラヨン）から構成された。州都は東部のアッカーマン市（現在のビルホロド＝ドニストロフスキー市）。ただし同年12月7日には改名されイズマイール州となり、州都は南部のイズマイール市に移された。
しかし、1941年7月にルーマニアがドイツに続いてソ連に宣戦、ベッサラビアおよびブジャクへの進撃を行い、これを占領した。1944年にはソ連が再占領し、その47年後の1991年に起こったソビエト連邦の崩壊後は、独立したウクライナ領となっているが、
それに対してルーマニアからはかつてのソ連・社会主義共和国時代に奪われたブジャクなどの土地返還を求める民族運動が発生し、高揚を見せたことがあった。
現在、この地域に居住する主要民族はウクライナ人、ブルガリア人、ロシア人、モルドバ人である。この他に少数民族としてルーマニア人やガガウズ人などがいる。